# Домброва, Кристин
Кристин Виктор Домброва (пол. Krystyn Wiktor Dąbrowa; 25 февраля 1934, Ситки) — польский политик времён ПНР, функционер ЦК ПОРП, в 1980—1982 — первый секретарь Краковского воеводского комитета ПОРП. Представлял «либеральное» крыло правящей компартии, сотрудничал с «горизонтальными структурами», выступал за диалог с Солидарностью. В период военного положения изменил позицию, проводил жёсткий курс WRON, но был снят с партийной должности. Известен также как журналист, занимал посты в дипломатическом аппарате.

## Журналистика и аппарат
Родился в крестьянской семье из Бельского повята Белостокского воеводства Второй Речи Посполитой (деревня Ситки была традиционно известна католической религиозностью). В 1950 вступил в коммунистический Союз польской молодёжи (ZMP), в 1954 — в правящую компартию ПОРП. В 1956 Кристин Домброва окончил факультет журналистики Варшавского университета. Работал в молодёжных изданиях Fakty, Odnowa, ITD. С 1960 по 1966 — в аппарате Союза социалистической молодёжи (ZMS — «комсомол» ПОРП, созданный на основе ZMP). Был секретарём ZMS, возглавлял столичную организацию.
С 1966 началась партийно-аппаратная карьера Домбровы. До 1969 он состоял в Варшавском комитете ПОРП. Был заместителем заведующего организационным отделом, заведовал отделом партийной пропаганды (на этот период пришлась антисемитская и антиинтеллигентская кампания), возглавлял дзельницкий комитет ПОРП в Средместье. Проводил политический курс первого секретаря ЦК ПОРП Владислава Гомулки. В 1969 был направлен в Прагу — пресс-атташе посольства ПНР в ЧССР. Таким образом, во время рабочих протестов на Балтийском побережье и их военного подавления Домброва находился за границей.
Отставка Гомулки, приход к власти Эдварда Герека совпали с новым карьерным подъёмом Кристина Домбровы. С 1971 Домброва — функционер ЦК ПОРП. Занимал должности инспектора, заместителя, в 1977—1980 — заведующего организационным отделом. С 1975 — член ЦК ПОРП. В 1980 был избран в сейм ПНР, состоял в депутатском клубе ПОРП. Пользовался расположением первого секретаря ЦК Герека, неуклонно проводил его курс.

## Назначение в Краков
23 февраля 1980 Кристин Домброва был утверждён первым секретарём комитета ПОРП Краковского городского воеводства. Это был один из крупнейших региональных постов в иерархии ПОРП, означавший причастность к всепольскому партийному руководству. Краков — второй по величине город Польши, один из крупнейших в стране индустриальных и культурных центров. При этом краковская парторганизация обладала интеллектуальной и «либеральной» репутацией.
Юзеф Класа, предшественник Домбровы на посту первого секретаря, санкционировал создание Клуба творцов и деятелей культуры «Кузница». В Кракове допускались известные вольности в культуре и даже в политических дискуссиях (партийный аппарат пытался создать «светский общественный противовес» Краковской католической архиепархии). Домброва намеревался продолжать этот курс, создававший престиж в партии и обществе.

## Противостояние начала 1980-х

### Партийный «либерал»
В августе 1980 в Польше началось мощное забастовочное движение. Руководство ПОРП не решилось на применение насилия. Правительство ПНР заключило с забастовщиками Августовские соглашения. Был создан независимый профсоюз Солидарность. Крупный профцентр образовался в Кракове на основе металлургического комбината Нова-Хуты (интересно, что в своё время Нова-Хуту присоединяли к Кракову в расчёте на усиление влияния ПОРП в католическом центре за счёт роста «пролетарской прослойки»). Краковскую и Малопольскую «Солидарность» возглавили оператор прокатного стана Станислав Завада, инженер Анджей Циран и редактор заводской газеты Мечислав Гиль.
Кристин Домброва выступал за «диалог с „Солидарностью“». При расколе ПОРП на «партийный бетон», «либералов» и «прагматиков» он позиционировался скорее как «либерал» и поддерживал прагматичного первого секретаря ЦК Станислава Каню. Действовал в тесной связке с крупным «либеральным» деятелем Юзефом Класой, который заведовал в ЦК отделом печати, радио и телевидения. Часто Кристин Домброва ставился в один ряд с такими деятелями «либерального крыла», как Тадеуш Фишбах (первый секретарь в Гданьске) и Эдвард Скшипчак (первый секретарь в Познани). Однако в целом Домброва следовал курсом Кани и старался не отклоняться от официальной линии.
В политическом противостоянии Домброва пытался опереться на «горизонтальные структуры», мобилизовать в свою поддержку авторитетную «Кузницу» и круги научной интеллигенции, олицетворяемые Хиеронимом Кубяком. Организации «бетона», особенно KFP, обвиняли его в потворстве «Солидарности» и требовали отстранить от должности — наряду с Мечиславом Раковским, Юзефом Класой, Стефаном Братковским. Вынужден был вступать в полемику через партийный официоз Gazeta Krakowska, редактором которой являлся Мацей Шумовский (отец Малгожаты Шумовской) — активный проводник «либерального» курса Юзефа Класы.
Иностранные наблюдатели отмечали спокойствие в Кракове даже в бурные месяцы «Карнавала „Солидарности“». Здесь не было крупных забастовок и жёстких столкновений. В значительной степени это связывалось с политическим стилем первого секретаря Домбровы: «Невысокий, щеголеватый, умеющий выживать и фиксировать перемены политического ветра, он мгновенно осознал важность „Солидарности“ и установил хорошие рабочие отношения с независимым профсоюзом». Но этот курс продолжался лишь до очередной перемены политического ветра.

### Поворот курса
На IX чрезвычайном съезде ПОРП в июле 1981 Кристин Домброва не был избран в ЦК. Поражение потерпели также Фишбах и Скшипчак, но с другой стороны — такие деятели «бетона», как Тадеуш Грабский, Анджей Жабиньский, Станислав Кочёлек. Был снят с должности в аппарате ЦК Юзеф Класа. Политические расклады резко изменились в пользу военного руководства во главе с Войцехом Ярузельским. В послесъездовский период Домброва ужесточил позицию. Он резко обличал «Солидарность», особенно за уличные акции, отмечал, что компромисс с профсоюзом должен достигаться «не любой ценой». Готовил группы партийных активистов для противодействия агитаторам «Солидарности», в частности, для срыва оппозиционных листовок и плакатов.
Кристин Домброва поддержал введение военного положения 13 декабря 1981, оставил прежние «либеральные» увлечения, проводил жёсткий курс WRON и генерала Ярузельского. Публично он объяснял поворот «попаданием профсоюза под влияние Конфедерации независимой Польши», выражал сожаление и обещал продолжение реформ.
Власть Добмровы в условиях военного положения сильно сократилась. Утром 13 декабря в комитет ПОРП явился назначенный WRON военный комиссар генерал Сулима. Он сообщил о своих чрезвычайных полномочиях и дал указание подготовить помещения для военной канцелярии, жильё и питание для офицеров комиссарской свиты. В комитете воцарилось мрачно-подавленное настроение. Секретарь по пропаганде Ян Бронек вспоминал, что функционеры ожидали роспуска ПОРП. Первый акт военного правления в Кракове — подавление забастовки металлургов в Нова-Хуте — проходил без практического участия партаппарата.
Возросли роль и влияние милицейской комендатуры полковника Тшибиньского и управления госбезопасности полковника Дзяловского. Удалось политически нейтрализовать Станислава Заваду, призвавшего соратников по профосоюзу к сдержанности и ставшего на лояльные к властям позиции (в этом отмечалась роль журналистки Эвы Свендер — супруги Кристина Домбровы). При разгоне демонстраций 3 мая 1982 в Кракове применялись водомёты. При подавлении протестов 31 августа 1982 в Нова-Хуте был убит один из демонстрантов. Но всё это не прибавило Домброве симпатий «бетона».
13 октября 1982 рабочие вышли на демонстрацию в Нова-Хуте. Такие акции проводились 13-го числа каждого месяца как протест против военного положения. В октябре обстановка была особенно напряжённой: несколькими днями ранее сейм принял закон о профсоюзах, официально запретивший «Солидарность». Демонстрантов атаковали бойцы ЗОМО и агенты госбезопасности. Было применено огнестрельное оружие, убит двадцатилетний рабочий HiL Богдан Влосик. Уличные столкновения происходили несколько дней, похороны Влосика вылились в двадцатитысячную антикоммунистическую демонстрацию. Эти события резко подорвали позиции Кристина Домбровы, прежде предъявлявшего краковскую стабильность как главное своё достижение. Оставаться на посту первого секретаря стало для него невозможно.

## Отставка
26 октября 1982 Кристин Домброва был снят с должности первого секретаря Краковского комитета ПОРП (его сменил Юзеф Гаевич, более близкий к «бетону»). Домброва был вновь направлен на дипломатическую службу: в 1983—1987 — советник посольства ПНР в СРР. С 1987 отправлен на пенсию и отошёл от политики.
Партийно-политическая деятельность Кристина Домбровы запомнилась в основном кратким, но насыщенным периодом секретарства в Кракове. Он играл заметную роль в противостоянии «„либералов“ ПОРП» с «партийным бетоном», но в отличие от умелого политика Фишбаха или искренне убеждённого Скшипчака не имел собственной позиции.